# 格盧希齊克
51°24′10″N 26°35′56″E / 51.40278°N 26.59889°E
格盧希齊克（烏克蘭語：Глушицьке），是烏克蘭的村落，位於該國西北部羅夫諾州，由薩爾內區負責管轄，始建於1830年，面積0.05平方公里，海拔高度148米，2001年人口42，人口密度每平方公里840人。